# Templo Expiatorio del Santísimo Sacramento
La Basílica del Santísimo Sacramento o conocido como Templo Expiatorio de Guadalajara es un templo católico dedicado al Santísimo Sacramento, ubicado en Guadalajara, Jalisco, en México. Es de estilo neogótico. Su construcción comenzó el 15 de agosto de 1897 y terminó 75 años después en 1972. El proyecto original fue diseñado por Salvador Collado Jasso (Puente de Arcediano)

## Historia
La idea de construir una iglesia dedicada al Santísimo Sacramento Jesucristo en la ciudad de Guadalajara, surgió a finales del siglo XIX. Cuando un grupo de feligreses formaron una comisión encargada de realizar dicho templo. Así el entonces arzobispo de la ciudad, Pedro Loza y Pardavé, junto con la comisión organizaron un concurso entre algunos arquitectos e ingenieros para seleccionar el proyecto de dicho templo.
El proyecto seleccionado fue el del Arq. Adamo Boari, un famoso arquitecto italiano traído por el entonces presidente de México Porfirio Díaz que posteriormente trabajaría en los proyectos del Palacio de Bellas Artes y el Palacio del Correo Mayor en la Ciudad de México.
La construcción se inició con una ceremonia ofrecida por el arzobispo Pedro Loza y Pardavé en compañía de Pedro Romero. Así la primera piedra se colocó el 15 de agosto de 1897 y para el año de 1911, las columnas interiores y los números a la altura de los capitales ya estaban terminados. Los encargados de las obras eran el canónigo Pedro Romero y el maestro de obras Feliciano Árias, quien fue sucedido por su hijo Jerónimo Árias tras su muerte. Los trabajos se suspendieron durante la Revolución, a causa de la persecución religiosa, la falta de condiciones y la grave crisis económica que atravesaba el país debido al conflicto armado.
En febrero de 1924, murió Pedro Romero y se le encargó terminar el templo al padre José Garibi Rivera y éste inmediatamente pidió al Ing. Luis Ugarte que lo auxiliara en la obra. Todo siguió viento en popa y el 6 de enero de 1927 le tocó la oportunidad de continuar la erección del templo al Arq. Ignacio Díaz Morales hasta su terminación en 1972.

## El templo

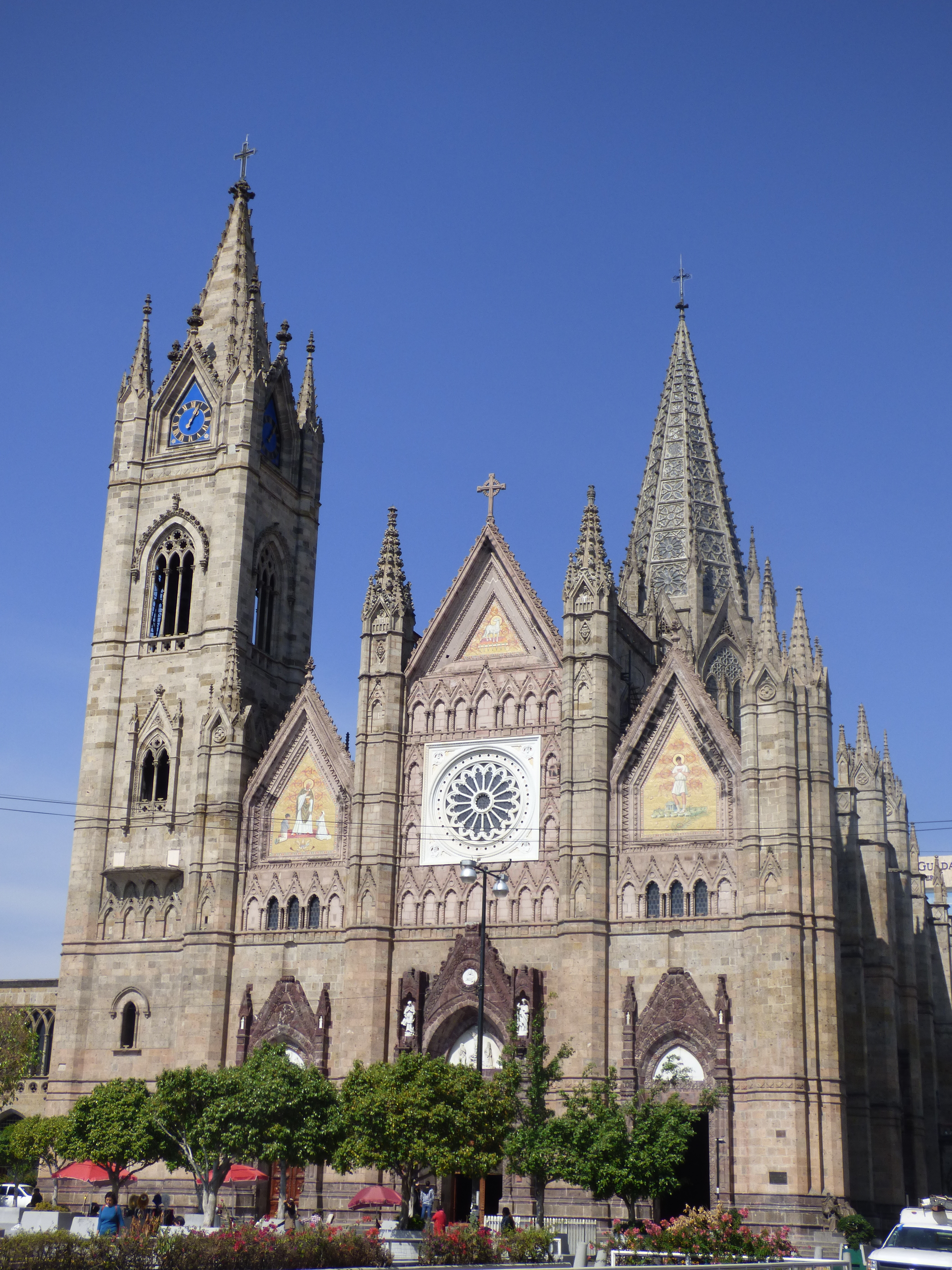
Panorámica del templo.

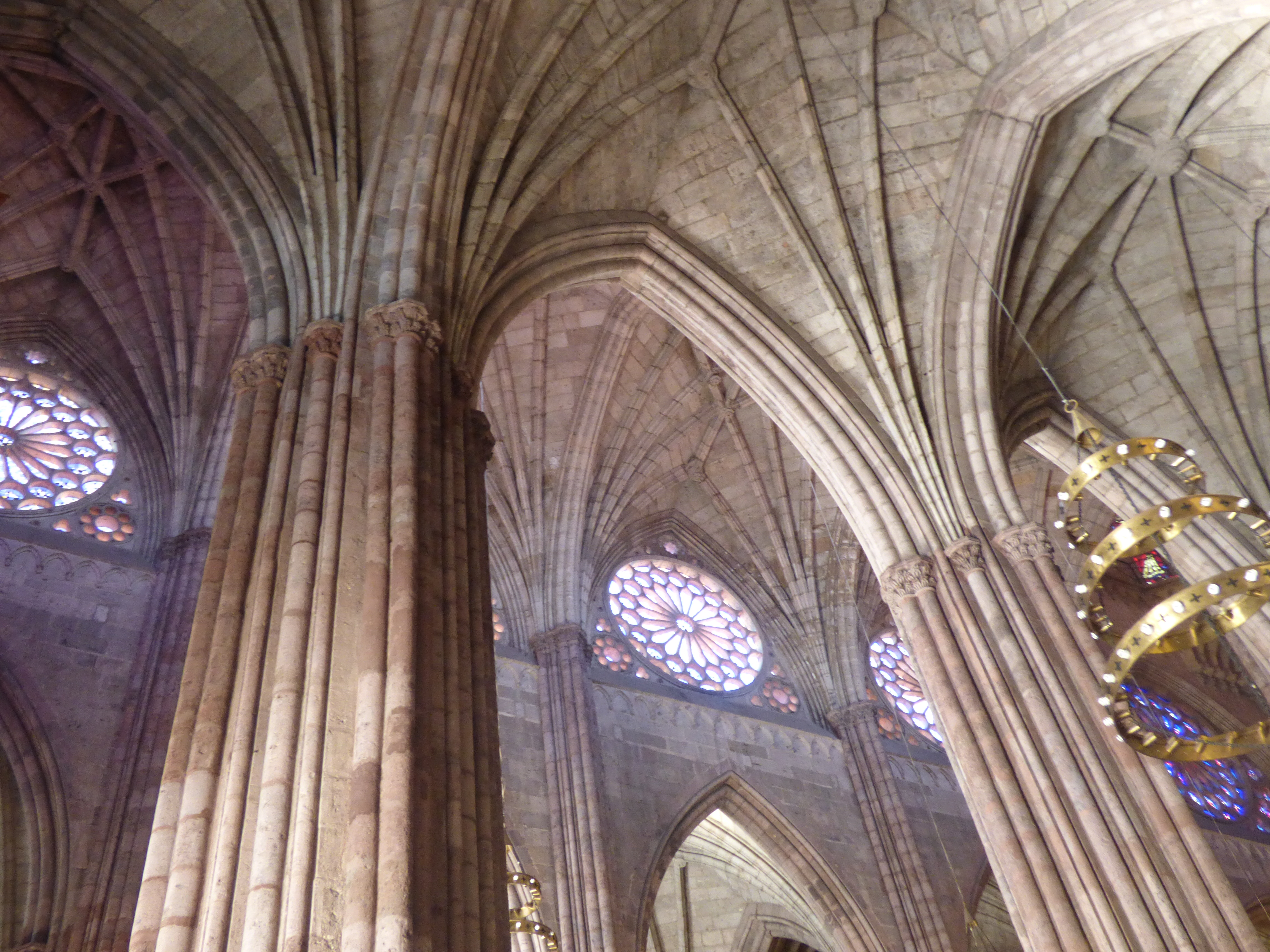
Interior del Templo Expiatorio del Santísimo Sacramento ubicado en Guadalajara, Jalisco, México.

El templo está hecho mayormente por piedra tallada tal y como se hacía en la Edad Media. Los enormes vitrales fueron ejecutados por Jaques y Gerard Degusseau de Orleans, Francia según cartones del artista y pintor Maurice Rocher de París. 
Las puertas del templo son de madera de granadillo, fabricadas por Jesús Gómez Velazco y las figuras de bronce incrustadas en estas fueron hechas por Benito Castañeda; los tres tímpanos del frente de la iglesia son de mosaicos italianos realizados en la fábrica de mosaicos del Vaticano y representan, el de la nave central: 
El Cordero Pascual, el de la nave oriente a San Tarsicio y la otra a San Pío X, éstos fueron proyectados por el pintor y experto de los museos del Vaticano Francisco Bencivenga quien también supervisó la colocación de los mismos.
El reloj del templo fue importado de Alemania, tiene cuatro carátulas iluminadas junto con un carillón de 25 campanas que tocan 25 piezas musicales tanto religiosas como populares, algunas de estas son: Ave María, Himno Nacional, Las Mañanitas, Guadalajara, Adiós Mariquita Linda, Las Golondrinas, México Lindo y Querido, la Marcha de Zacatecas, etc. Dicho carillón puede, además, ser tocado desde un teclado en el coro. El costo del reloj fue de 450 mil pesos aproximadamente, y fue instalado por técnicos alemanes. Al sonar alguna pieza musical, lo acompaña la peregrinación de las figuras de los doce apóstoles que originalmente se fijaron a las 9 a. m., 12 p. m. y 6 p. m..
Para 1978 todavía se trabaja en la parte izquierda del templo y se estaban haciendo adecuaciones.

## El Reloj y Carrillón musical

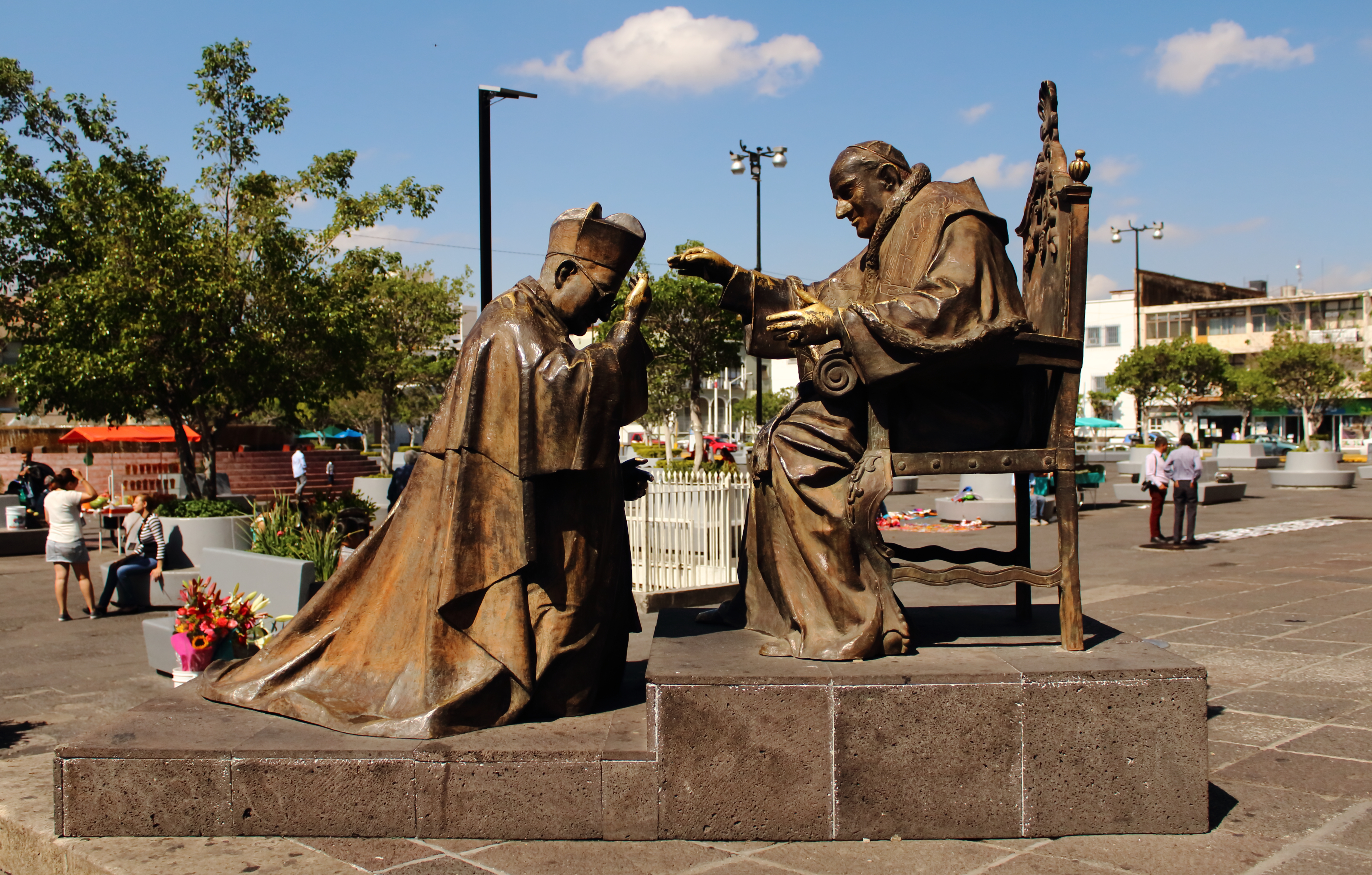
Escultura fuera del Templo Expiatorio del Santísimo Sacramento ubicado en Guadalajara, Jalisco, México.

En 1969 Don Pablo Horn tuvo la idea de regalar un reloj alemán de cuatro carátulas iluminadas por la noche y además de un carrillón de 25 campanas que tocan una colección de obras musicales acompañadas de una peregrinación de diversos santos de la Iglesia Católica. Tras la iniciativa, don Pablo involucró al grupo "Sembradores de la Amistad", presidido entonces por don Diego Delfín, el cual lo financió y donó. 
Dicho Carrillón dejó de funcionar en el año de 1972  y por orden del Mons. Francisco Navarro en el año de 2005 fue rehabilitado y actualizado con un sistema electrónico programado el cual es el que funciona hasta el día de hoy y fue elaborado e instalado por el Ing. Víctor Cortés Godínez de la empresa Tapatía de relojería monumental "Relojes Relkcrom". 